# Otacílio de Azevedo
Otacilio Ferreira de Azevedo (Redenção, 11 de fevereiro de 1892 — Fortaleza, 3 de Abril de 1978) foi um pintor, desenhista e poeta brasileiro membro da Academia Cearense de Letras e fundador da Sociedade Brasileira dos Amigos da Astronomia.

## Biografia
Nasceu na zona rural de Redenção e foi morar em Fortaleza em 1910, aos 18 anos. Começou nas artes plásticas como pintor de tabuletas de cinemas e de letreiros de lojas para tornar-se, com o passar do tempo, um dos grandes paisagistas de seu Estado. 
Trabalhou na loja Fotografia N. Olsen, onde teve oportunidade de conhecer artistas plásticos e escritores cearenses da época, como: Ramos Cotoco, Gérson Faria, Clóvis Costa, Paula Barros, Herman Lima, Quintino Cunha e muitos outros. A partir de então começou a desenvolver suas habilidades como pintor e poeta. 
Participou, juntamente com outros nomes cearenses, do Salão Regional realizado em Fortaleza no ano de 1924. Fundou em 1934 com Gérson Faria, Pretextato Bezerra e Clóvis Costa o primeiro ateliê de pintura na cidade. 
Figurou como sócio fundador do Centro Cultural de Belas Artes (CCBA) que tornou-se a Sociedade Cearense de Artes Plásticas (SCAP), chegando a ser eleito vice-presidente da SCAP. Participou dos I, II e III Salões Cearenses de Pintura (Fortaleza - 1941, 1942 e 1944) e de vários Salões de Abril.
Além de paisagista, Otacílio de Azevedo era grande retratista, sendo de sua autoria muitos dos retratos dos governadores do Estado do Ceará que se encontram expostos no palácio do Governo. É autor da obra Fortaleza Descalça, na qual apresenta, de modo interessante e bem humorado, traços biográficos dos artistas e escritores com quem conviveu.

## Obras
- Dentro do Passado - 1916
- Alma Ansiosa - 1918
- Musa Risonha - 1920
- Sugestão do Luar - 1921
- Réstia de Sol - 1942
- Redenção - 1944
- Desolação 1947
- Úlyimos Poemas - 1958
- A origem da Lua - 1960
- Adágios, Meisinhas e Superstições - 1966
- Fortaleza Descalça - 1980
- Trigo sem joio - 1986